# Římskokatolická farnost Zálší
Římskokatolická farnost Zálší je územním společenstvím římských katolíků v rámci táborského vikariátu českobudějovické diecéze.

## O farnosti

### Historie
Plebánie v Zálší existovala již ve 14. století. Později však zanikla a Zálší dlouhý čas bylo filiálkou, nejprve Horního Bukovska (tato farnost později rovněž zanikla a její území se stalo součástí farnosti Dolní Bukovsko) a později Modré Hůrky. V roce 1718 začaly být pro Zálší vedeny samostatné matriky a v roce 1724 byla zde zřízena samostatná farnost. V roce 1724 byl také vystavěn prostý farní kostelík, zasvěcený Navštívení Panny Marie. Ve 20. století přestal být do farnosti ustanovován sídelní duchovní správce. 

### Současnost
Farnost Zálší je spravována ex currendo z Týna nad Vltavou. Zálšská fara prošla v letech 2012–2013 generální rekonstrukcí a je farností využívána pro pořádání farních táborů a různých setkání.
| Fotografie | Kostel                        | Místo      | Bohoslužba             | Bohoslužba             | Poznámka     |
| ---------- | ----------------------------- | ---------- | ---------------------- | ---------------------- | ------------ |
|            | Kaple                         | Hartmanice | neslouží se pravidelně | neslouží se pravidelně | obecní kaple |
|            | Kaple Nejsvětější Trojice     | Klečaty    | neslouží se pravidelně | neslouží se pravidelně | obecní kaple |
|            | Kaple sv. Anny                | Mažice     | neslouží se pravidelně | neslouží se pravidelně | obecní kaple |
|            | Kostel Navštívení Panny Marie | Zálší      | neděle sudý čtvrtek    | 11.00 16.00            | farní kostel |
|            | Kaple                         | Zálší      | neslouží se pravidelně | neslouží se pravidelně | obecní kaple |